# Gräberfeld von Frög

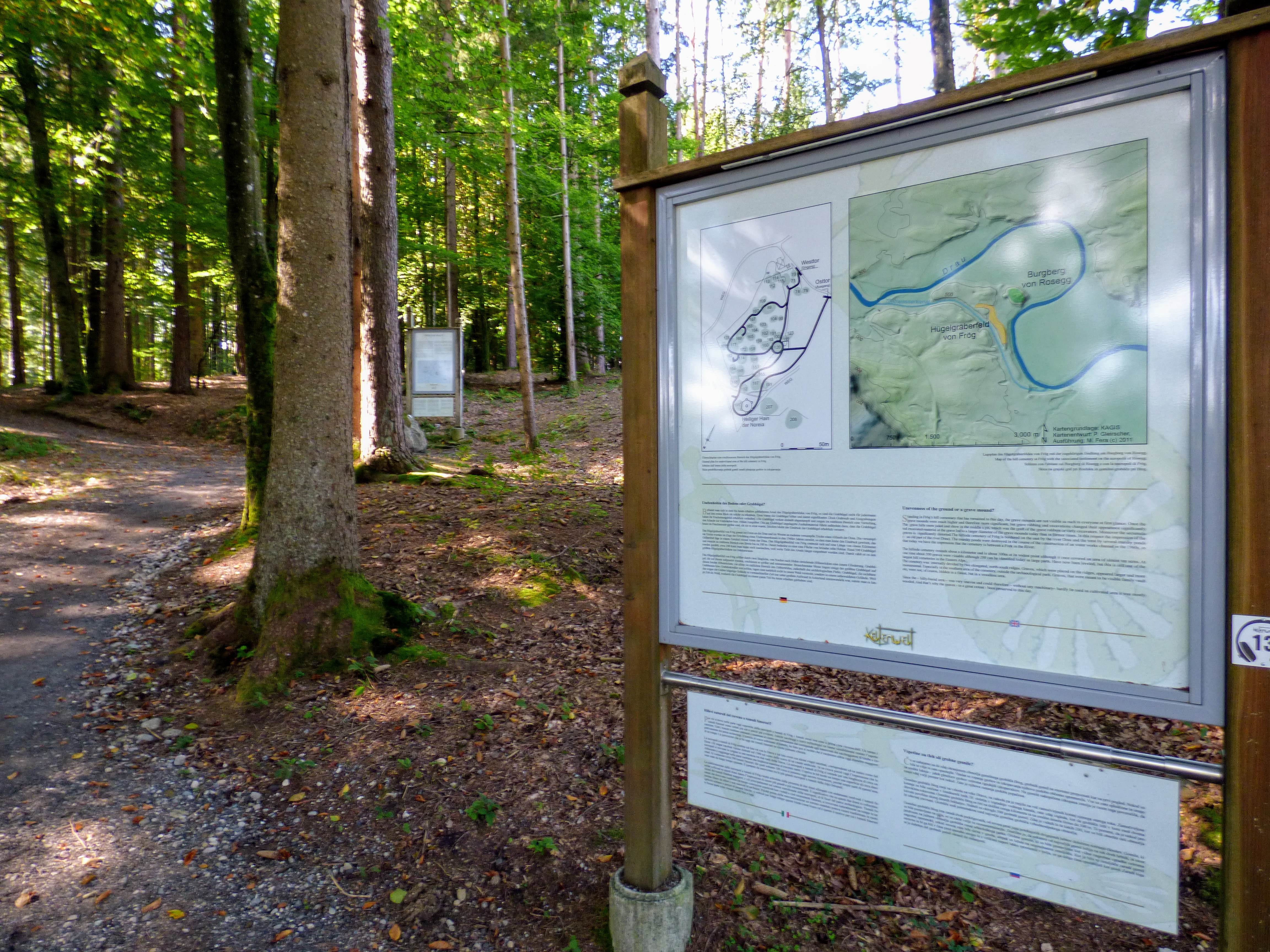
Infotafel zum Gräberfeld

Das Gräberfeld von Frög ist ein hallstattzeitliches Gräberfeld in einer ehemaligen Schleife der Drau bei Frög (Rosegg, Kärnten) und umfasst rund 600 Grabhügel. Das Gräberfeld wurde von etwa 800 bis 600 v. Chr. belegt. Die Bestattungen sind Brandbestattungen. In den Hügeln gibt es unterschiedliche Formen von Steinsetzungen und Steinkammern, wie auch Holzeinbauten. Es gibt auch Flachgräber. Die Keltenwelt Frög direkt im Areal des Gräberfeldes übernimmt die museale Aufbereitung der Funde.

## Beschreibung

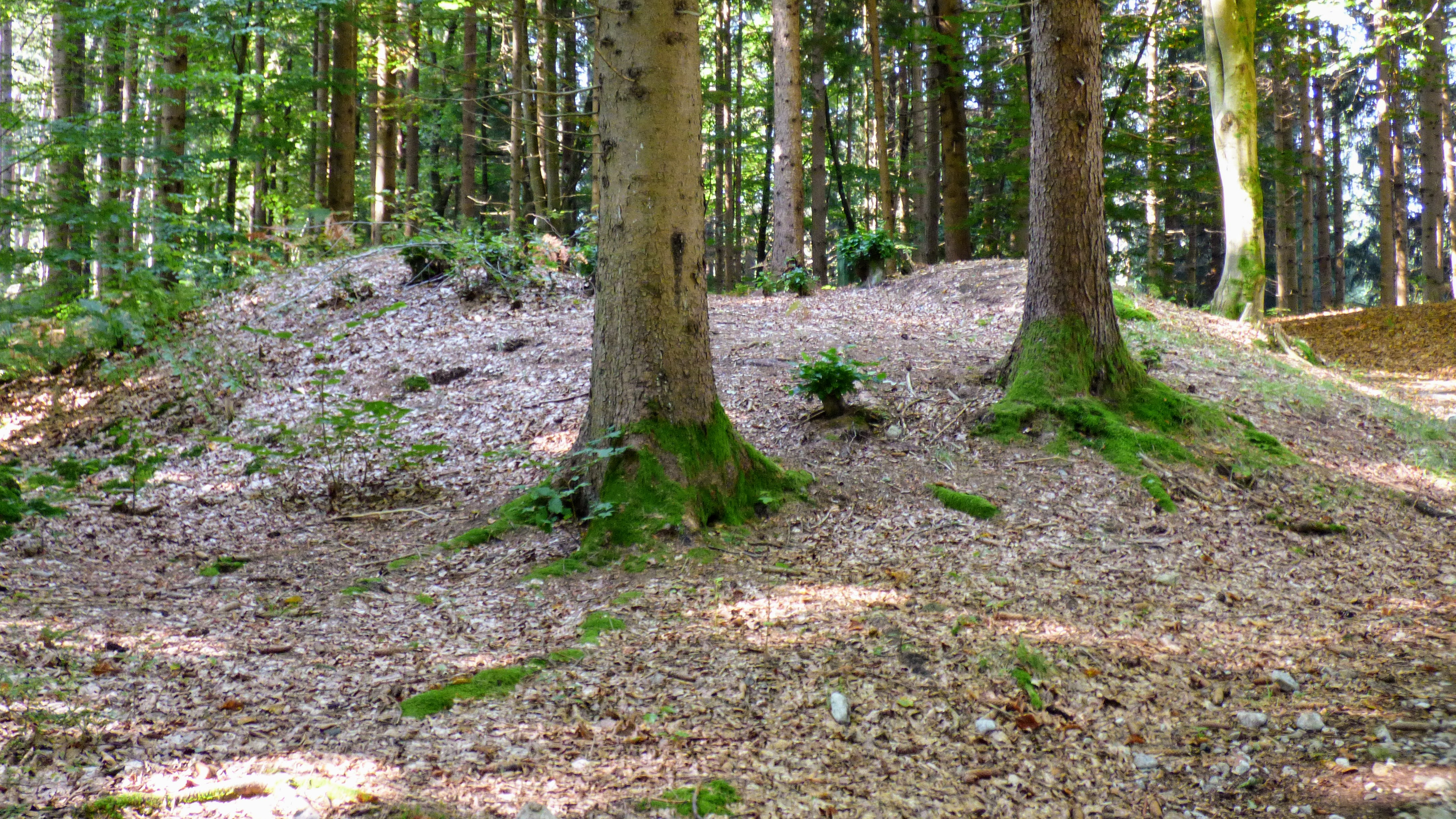
Eines der Hügelgräber

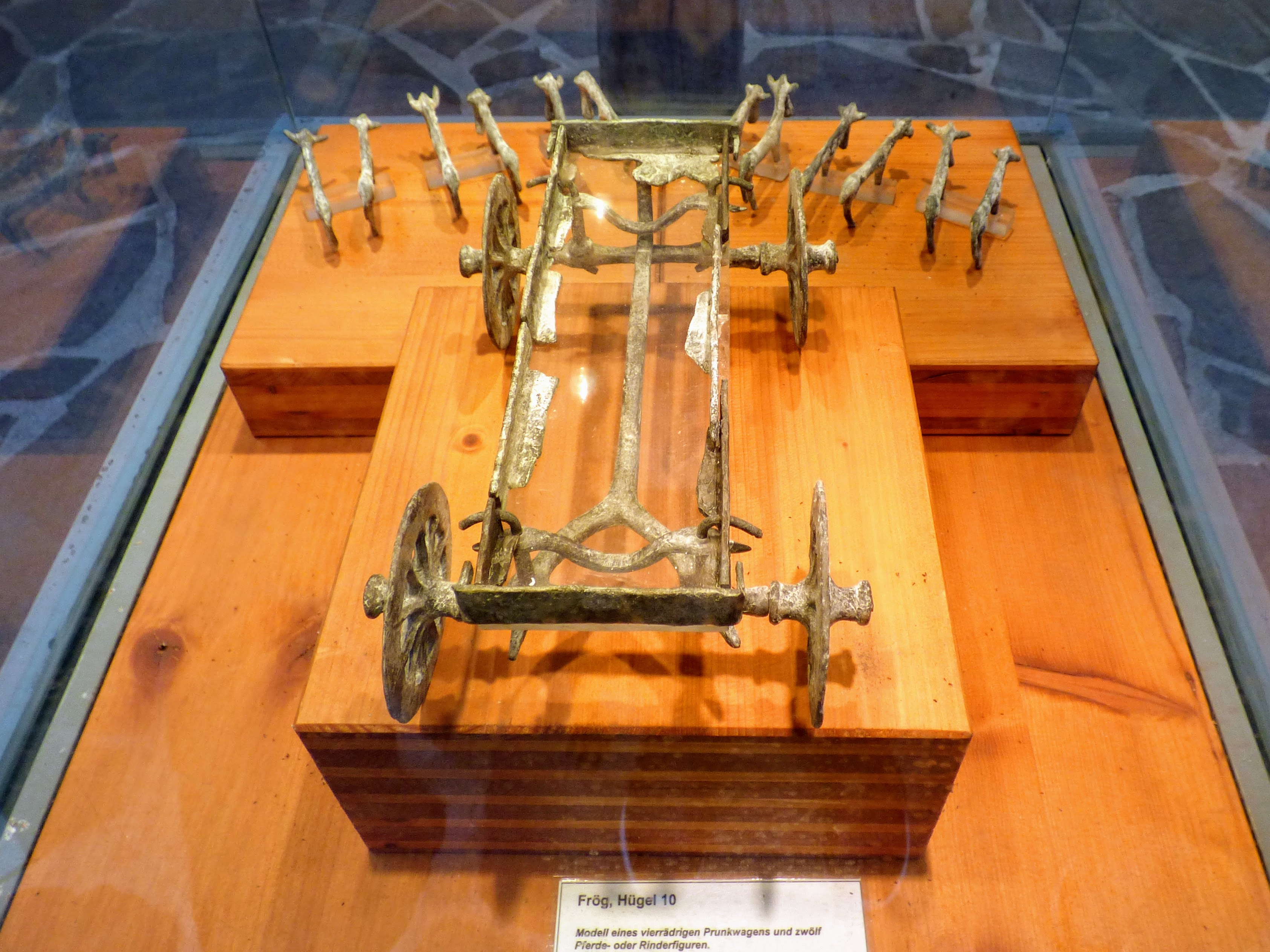
Replikat des Bleiwagens von Frög

Im ältesten Horizont, der in das 8. Jahrhundert v. Chr. datiert wird, finden sich Nadeln mit konischem Kopf. Dies stellt eine Verbindung zu den Gräberfeldern in Krain und Kleinklein her. In einem Grab wurde ein Zaumzeug von kaukasisch-nordpontischer Art und ein Streitbeil gefunden. Bei einigen Tongefäßen gibt es ebenfalls Verbindungen zum unteren Donauraum.
Ein reich ausgestattetes Grab (Tumulus 70) wird in die ältere Hallstattzeit datiert. Ein Armreif in der Aschenurne könnte ein Hinweis auf eine mitbestattete Frau sein. Die übrige Ausstattung weist auf einen Krieger hin: eine eiserne Tüllenaxt mit Goldtauschierung, eine lange Lanzenspitze und ein bronzenes Zaumzeug in östlichem Stil. Frauengräber sind häufig durch bronzene Spindel gekennzeichnet, Männergräber meist mit einem Beil oder mit zwei unterschiedlichen Beilen, sowie mit einer, in jüngeren Gräbern zwei Lanzen. Einige besonders prunkvolle Gräber werden als die von „Sippenhäuptlingen“ angesprochen.
Im Gräberfeld wurden etliche Bronzegefäße gefunden, etwa ein italischer Dreifuß mit Bronzeschale. Die bedeutendsten und für Frög charakteristischsten Funde sind die Bleifigürchen, die in Männer- wie Frauengräbern gefunden wurden. Sie dürften auf italischen (Veneter) als auch illyrischen Einfluss zurückgehen. Sie wurden im Schalenguss erzeugt und dann auf Tongefäße geklebt. Die meisten sind im Halbprofil, andere, die am Gefäßrand aufgesteckt wurden, im Vollprofil. Es gibt Reiterfiguren, Pferdehengste mit deutlichem Geschlecht und Vögel. Unter den vollplastischen Figuren befinden sich Menschenfiguren mit Penis und Brüsten. Der bedeutendste Fund ist das rund 20 cm große Modell eines Prunkwagens, der Bleiwagen von Frög.
Das Blei für die Figuren stammt nicht von den Frög am nächsten gelegenen Bleilagerstätten, sondern dürfte aus Bleiberg stammen, wenn auch von dort keine hallstattzeitlichen Bergbauspuren bekannt sind.